# Achiziția Louisianei

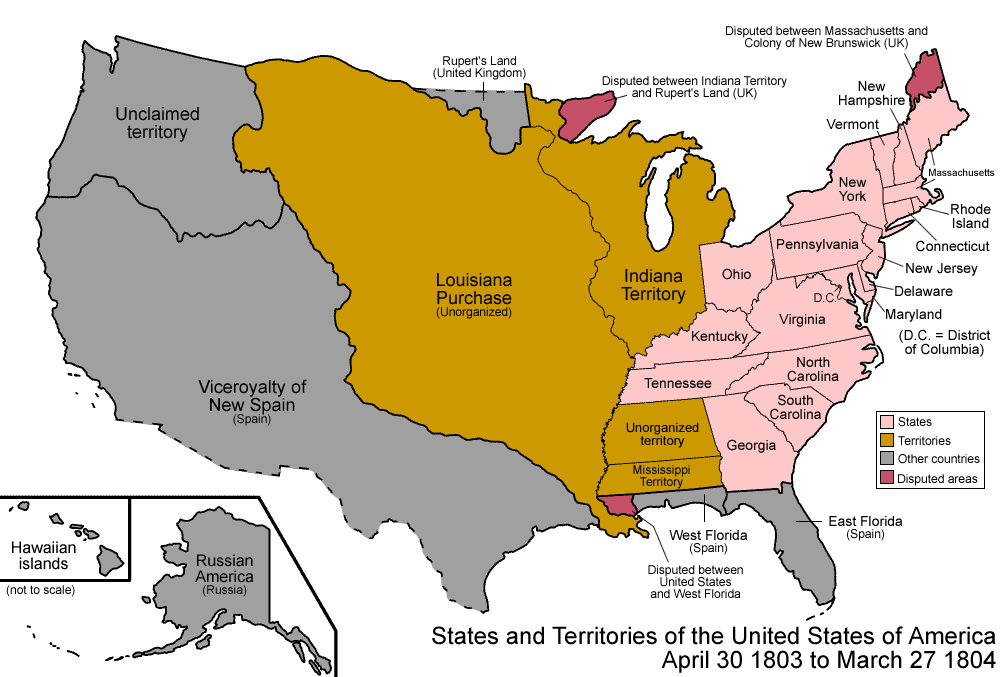
Hartă a Statelor Unite prezentând întreaga suprafață a tratatului Louisiana Purchase, care este în culoarea ocru, la est de fluviul Mississippi.

Achiziția Louisianei (în engleză Louisiana Purchase; în franceză Vente de la Louisiane, „Vânzarea Louisianei”) este numele sub care este cunoscut tratatul de achiziționare a unei suprafețe de pământ de aproximativ 2.100.000 km² (echivalentul a circa 828.000 de mile² sau 529.911.680 de acri) de către Statele Unite ale Americii de la Franța în anul 1803, la costul de aproximativ 3¢ per acru sau 7¢ per ha; totalizând 15 milioane de dolari americani (ai timpului respectiv) ori 78 de milioane de franci francezi ai timpului. Din cei 78 de milioane de franci francezi, 60 de milioane au reprezentat tranzacția propriu-zisă, iar suma de 18 milioane de franci a constituit plata anulării oricăror datorii de orice natură privată și publică.  Considerând și dobânda plătită, Statele Unite au plătit în final 23.213.568 de dolari pentru achiziționarea a ceea ce urma să fie numit inițial teritoriul Louisiana.

## Suprafață
Pământul cumpărat conținea suprafețele de astăzi ale statelor Arkansas, Missouri, Iowa, Oklahoma, Kansas, Nebraska, Minnesota la sud de Mississippi River, mult din Dakota de Nord, aproape întreaga Dakota de Sud, nord-estul statului New Mexico, nordul statului Texas, și respectiv porțiuni din statele Montana, Wyoming, Colorado la est Continental Divide, și respectiv largi porțiuni din statul Louisiana de ambele părți ale fluviului Mississippi, incluzând orașul New Orleans. La vremea tranzacției, zona cunoscută sub numele de Oklahoma Panhandle, respectiv porțiuni sud-vestice ale statelor de azi Kansas  și Louisiana erau teritorii pretinse de Spania. 
În plus, achiziționarea conținea alte suprafețe, care vor deveni ulterior părțile sudice ale provinciilor canadiene Alberta și Saskatchewan. Pământul conținut în tratat acoperă astăzi aproximativ 23% din suprafața totală a Statelor Unite de azi, dar la vremea respectivă a reprezentat mai mult decât dublarea teritoriului Uniunii. 

## Impact politic
Achiziționarea enormului teritoriu al Coloniei Louisiana, fostă colonie a Noii Franțe, în forma sa și întinderea sa, conform Louisiana Purchase, a fost un moment important al președinției celui de-al treilea șef al executivului american, Thomas Jefferson. La momentul respectiv, acesta a avut de a face cu o opoziție puternică internă care amenința semnarea viitorului tratat ca un act neconstituțional. Fiind unul din fondatorii Statelor Unite, și principalul autor al Constituției Uniunii, Jefferson știa foarte bine că legea supremă a țarii nu prevedea achiziționarea de teritorii (fapt care l-a făcut foarte ezitant la începutul tratativelor cu Franța), dar, în același timp, nici nu o interzicea. Decizia de a efectua cumpărarea se baza nu numai pe unicitatea și oportunitatea ofertei, dar și pe principiul strategic că atât Franța cât și Spania ar fi putut oricând bloca accesul americanilor la fluviul Mississippi și la gurile acestuia, deci accesul în Golful Mexic.
Achiziționarea aproape neașteptată și la un preț ridicol de mic a enormului teritoriu al Louisianei a fost unul din factorii decisivi ai apariției conceptului de expansionism american între cele două oceane, Atlantic și Pacific (în original, "from sea to shining sea"). Conceptul în sine al expansiunii continue a teritoriului Statelor Unite până la atingerea coastei Oceanului Pacific a fost un concept politic apărut ulterior, cunoscut sub numele clarificator de Manifest Destiny.

## Premise istorice

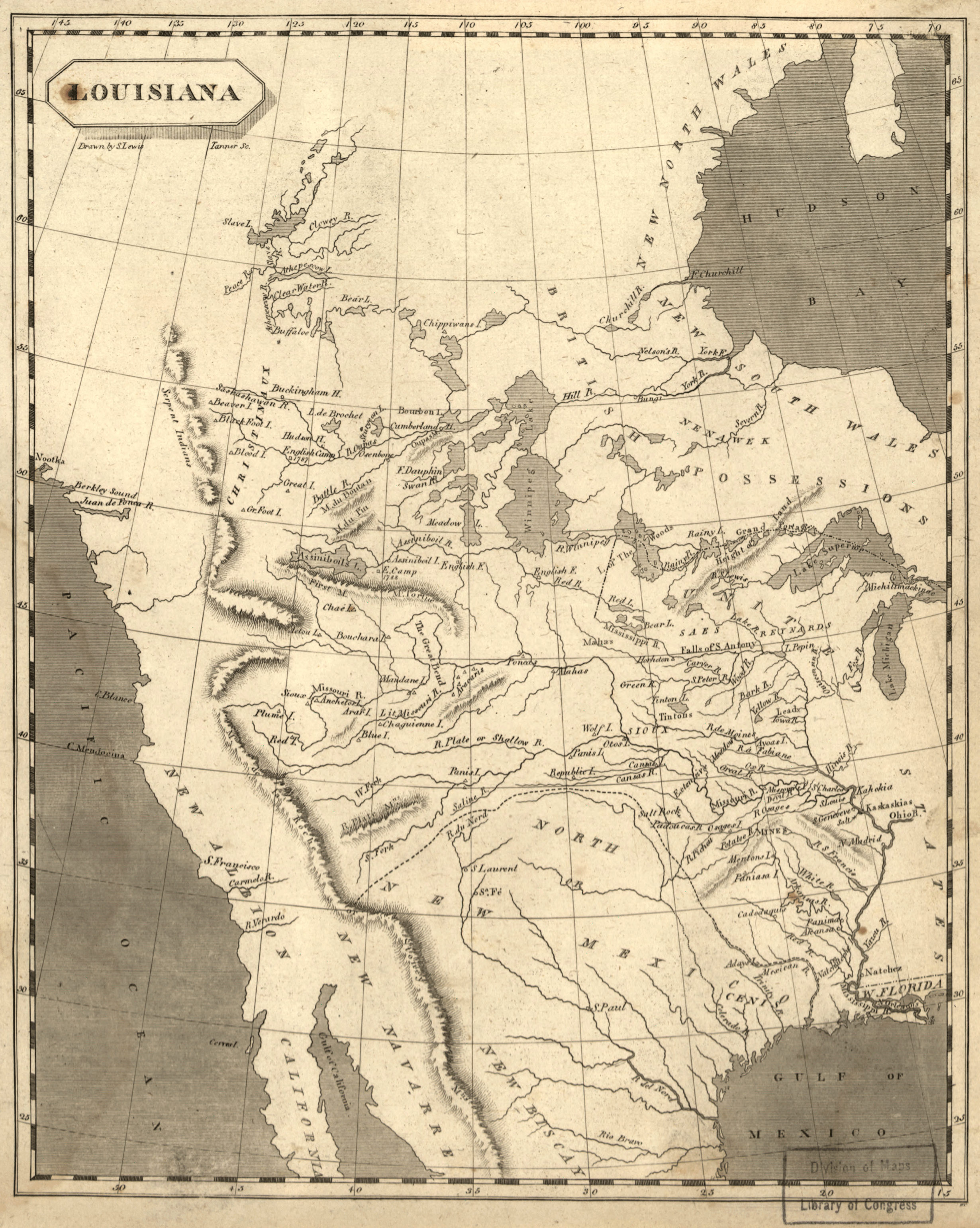
Viziunea eronată unui cartograf contemporan tratatului Louisiana Purchase, care a plasat teritoriul Louisiana la marginea Munților Stâncoși.

Orașul New Orleans controla întreg traseul fluviului Mississippi prin localizarea sa strategică la gurile fluviului. Deși au fost încercări de a se construi alte porturi în aceeași zonă, nici una din aceste încercări nu a putut concura cu locul ales de francezi atunci când au înființat orașul, în 1718. Oricum, deși inițial, francezii colonizaseră zona, între 1762 și 1800, Louisiana devenise o colonie a Spaniei. 
La sfârșitul secolului al XVIII-lea și începutul secolului al XIX-lea, New Orleans, dar mai ales portul orașului, era deja un important nod comercial pentru tranzacționarea bunurilor agricole către și înspre părțile Statelor Unite situate la vest de Munții Apalași.
Datorită convenției comerciale numită Tratatul lui Pinckney, semnat cu Spania la 27 octombrie 1795, comercianții americani aveau dreptul „de a depozita” bunuri comerciale în New Orleans, ceea ce se traducea prin dreptul de a utiliza portul pentru stocarea de bunuri în vederea exportări acestora. Americanii utilizaseră deja portul în vederea stocării și transportării de cereale, făină, tutun și diverse produse animaliere (carne afumată și uscată, pene, unt, brânză, etc). Tratatul recunoștea de asemenea drepturile americanilor de a naviga de-a lungul întregului fluviu Mississippi, drept care începuse deja să devină important în comerțul cu statele și teritoriile vestice ale Uniunii.
În 1798, Spania a revocat unilateral acest tratat, fapt care i-a nemulțumit profund pe americani. În 1801, guvernatorul spaniol Don Juan Manuel De Salcedo a preluat administrația Louisianei de la fostul guvernator, marchizul de Casa Calvo și a restabilit imediat dreptul Statelor Unite de a depozita bunuri în port. Anterior, în anul 1800, Napoleon Bonaparte a readus Louisiana sub controlul Franței conform condițiilor celui de al treilea tratat de la San Ildefonso, după ce, între 1762 și 1800 Louisiana fusese sub controlul Spaniei. Această parte a tratatului a fost ținută secretă, iar administrarea teritoriului a continuat să fie asigurată de spanioli până la data finală a transferului, 30 noiembrie 1803, cu doar trei săptămâni înainte de achiziționarea întregii suprafețe a coloniei Louisiana de către Statele Unite.

## Negocierea tratatului
Principala temere a americanilor era că, odată cu anexarea franceză a coloniei, vor pierde drepturile de a utiliza portul New Orleans, dar în perspectivă se contura o altă problemă majoră, și anume aceea de a ajunge să depindă de Franța, de Spania sau de amândouă. În ciuda obiecțiilor de toate orientările ridicate de problema constituționalității achiziționării, președintele Thomas Jefferson a decis că cel mai sigur mijloc de a asigura accesul pe termen lung la fluviul Mississippi ar fi cumpărarea orașului New Orleans și a porțiunilor din Louisiana de la est de Mississippi. Jefferson i-a delegat personal pe James Monroe, viitorul președinte, și pe Robert R. Livingston, fostul secretar al afacerilor externe al Statelor Unite, la Paris ca să negocieze tranzacția, în 1803. Deși pregătiți să negocieze până la maximum 10 milioane de dolari (ai timpului) achiziționarea portului New Orleans și a împrejurimilor sale, cei doi au fost profund uimiți că li se oferea o suprafață imensă și, evident, portul pentru doar 15 milioane.